# Frost (1997)
Frost ist ein 1997 erschienenes Filmdrama des ungarisch-deutschen Regisseurs Fred Kelemen.

## Inhalt
Zu Heilig Abend flüchten der 7-jährige Micha mit seiner Mutter Marianne vor dem gewalttätigen Vater. Nur noch einen Koffer können sie in der Kürze der Zeit mitnehmen.
Marianne reflektiert ihre Kindheit in Ostdeutschland, in dessen Teil Deutschlands sie nun zurück möchte. Sie stößt an einen Ort bedeckt mit Eis und einem sichtbaren Kirchturm. Alles Weitere was sie entdeckt ist Leere und Dunkelheit.
Nach sieben Tagen begegnet sie endlich Menschen, die alle umherirren und scheinbar verloren sind. Schließlich findet sie in einem Hotel Unterschlupf, der aber nur vorübergehend ist.

## Preise
- Innovation Award (Bester innovativer Film) – Festival Internacional de Cinema da Figueira da Foz in Portugal 1997
- FIPRESCI-Preis (Preis der Internationalen Filmkritik für den besten Film) – International Film Festival Rotterdam in den Niederlanden 1998
- Cariddi D’Argento Alla Migliore Regia (Preis für den besten Regisseur) – Taormina International Film Festival in Italien 1998
- Nominiert für den Prix Georges-Sadoul in Frankreich 1998

## Rezeption
„Das noch junge Werk von Kelemen stellt im aktuellen Panorama des deutschen Films ein relativ einzigartiges Phänomen dar.“

## Nachwirkung
Inspiriert vom Film, komponierte Thomas Christoph Heyde das Werk Ansichtennetz (2000) für Englisch Horn, Fagott, Gitarre und Viola, welches vom Ensemble Sortisatio in Leipzig uraufgeführt wurde.